# Articulation intercunéiforme
Les articulations intercunéiformes (ou articulations intercunéennes) sont deux articulations intertarsiennes qui relient les os cunéiformes latéral et intermédiaire pour l'une dite latérale, et les os cunéiformes intermédiaire et médial pour l'autre dite médiale.

## Surfaces articulaires
Les surfaces articulaires de l'articulation médiale sont deux facettes situées sur les parties postérieures des faces médiale du cunéiforme latéral et latérale du cunéiforme intermédiaire.
Les surfaces articulaires de l'articulation latérale sont deux facettes en forme d'équerre  situées sur les faces latérale du cunéiforme médial et médiale du cunéiforme intermédiaire.

## Moyens d'union
Deux ligaments inter-cunéiformes dorsaux et deux interosseux renforcent la capsule de l'articulation et un ligament inter-cunéiforme plantaire renforce l'articulation médiale.
La synoviale est un prolongement de celle de l'articulation cunéo-naviculaire.

## Anatomie fonctionnelle
Les mouvements permis entre ces os se limitent à un léger glissement l'un sur l'autre.